# مثلث قائم

مثلث ABC قائم الزاوية في C

المثلث القائم أو المثلث القائم الزاوية، في الهندسة الرياضية: مثلثٌ له زاوية قائمة، أيْ: إنَّ لضلعين في المثلث القائم زاويةً قياسها 90°.

## خواص المثلث القائم
- أطول أضلاع المثلث القائم يعرف بوتر المثلث القائم، الوتر يقابل الزاوية القائمة دائماً.
- في المثلث ABC القائم في C: مجموع قياس الزاويتين A,B يساوي 90°، أي أن A,B زاويتان متتامتان.
- متوسط المثلث النازل من الرأس القائم يساوي نصف الوتر.
- كل مثلث قائم يحقق مبرهنة فيثاغورس، وإذا كانت أضلاع أي مثلث تمثل ثلاثي فيثاغورسي فإن هذا المثلث قائم.
- للمثلث القائم ثلاثة ارتفاعات، اثنان منهما ضلعان فيه وهما ضلعا الزاوية القائمة أما الارتفاع الثالث فيكون عمودياً على الوتر.
- في المثلث ABC القائم في C الارتفاع h الذي يقسم الوتر AB إلى p,g فإن طول هذا الارتفاع يعطى بالصورة:

{\displaystyle h^{2}=pg\,}
أو {\displaystyle h={\frac {AC.BC}{AB}}}.
- تلتقي ارتفاعات المثلث القائم في رأس الزاوية القائمة.
- تمتلك بعض المثلثات القائمة خصائص أخرى كـ:

1. المثلث القائم المتطابق الضلعين
2. المثلث القائم 30-60
3. مثلث كيبلر

## مساحة المثلث القائم

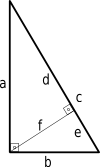
ارتفاع المثلث القائم

كما هو الحال مع أي مثلث، تعطى المساحة بالقانون:
مساحة المثلث = ½ القاعدة × الارتفاع.
ولهذا فإن مساحة المثلث القائم تعطى بالصيغتين:
{\displaystyle {\text{Area}}={\tfrac {1}{2}}ab}
حيث a,b هما ضلعا الزاوية القائمة.
{\displaystyle {\text{Area}}={\tfrac {1}{2}}cf}
حيث c وتر المثلث القائم و f الارتفاع عليه.

## مبرهنة فيثاغورس

الصيغة الهندسية لمبرهنة فيثاغورس

تعد هذه المبرهنة أهم ما يميز المثلث القائم وتنص مبرهنة فيثاغورس على:
في أي مثلث قائم الزاوية، مساحة المربع المرسوم على الوتر مكافئة لمجموع مساحتي المربعين المرسومين على الضلعين الآخرين.
يمكن إعادة صياغة هذه النظرية في صورة المعادلة:
{\displaystyle c^{2}=a^{2}+b^{2}\,}
حيث c هو طول الوتر وa ,b طول الضلعان القائمان.

## اقرأ أيضا
- مثلث
- مثلثات قائمة خاصة
- مثلث كيبلر
- مبرهنة فيثاغورس
- وتر المثلث القائم
- ارتفاع المثلث